# Wilhelm Boltz

Wilhelm Boltz

Hugo Wilhelm Carl Boltz (* 26. September 1886 in Weißenfels; † 22. Oktober 1939 in Hamburg-Altona) war ein deutscher Politiker (NSDAP) und Polizeipräsident von Hamburg.

## Leben und Wirken
Nach dem Besuch der Realschule in Schmalkalden und des Realgymnasiums I in Hannover wurde Wilhelm Boltz 1898 ins preußische Kadettenkorps aufgenommen. 1904 trat er als Seekadett in die Kaiserliche Marine ein. Am Ersten Weltkrieg nahm er zunächst als 2. Artillerieoffizier des Kreuzers Breslau teil. 1915 wurde Boltz mit der Führung der deutschen Landungsabteilung auf Gallipoli beauftragt, die auf Seite des Osmanischen Reiches während des Dardanellen Feldzuges gegen alliierte Landungstruppen kämpfte. Anschließend übernahm Boltz die Leitung der türkischen Marineschule in Kalki, bevor er in den Stab von Erich von Falkenhayn kommandiert wurde, dem deutschen Oberbefehlshaber des Kriegsschauplatzes im Mittleren Osten, in dem zu dieser Zeit auch Joachim von Ribbentrop und Franz von Papen tätig waren. Seine letzte Verwendung im Krieg fand Boltz als Führer einer Flussabteilung auf den Strömen Euphrat und Tigris im damals osmanisch beherrschten Irak. Nach dem Krieg übernahm Boltz die Führung einer Kompagnie beim Freikorps Loewenfeld, mit dem er sich während der bürgerkriegsähnlichen Wirren der frühen Nachkriegszeit an Kampfhandlungen in Berlin und Oberschlesien beteiligte. 1920 wurde er als Kapitänleutnant aus der Reichsmarine entlassen. Anschließend ließ er sich als Kaufmann in Hamburg nieder.
Boltz trat zum 1. Januar 1931 in die NSDAP ein (Mitgliedsnummer 575.093). Außerdem war er Mitglied der SA. 1930 gründete Boltz den Marinesturm Hamburg-Altona. Von 1932 bis 1933 saß Boltz für die NSDAP in der Hamburger Bürgerschaft. Bei der Reichstagswahl vom März 1933 zog Boltz als Kandidat der NSDAP für den Wahlkreis 34 (Hamburg) in den Reichstag ein, dem er knapp neun Monate lang bis zur Wahl vom November 1933 angehörte. Zu den bedeutenden parlamentarischen Ereignissen, an denen Boltz während seiner Abgeordnetenzeit beteiligt war, zählte unter anderem die Abstimmung über das – schließlich auch mit Boltzs Stimme verabschiedete – Ermächtigungsgesetz im März 1933.
Nach der nationalsozialistischen „Machtergreifung“ im Frühjahr 1933 wurde er im Juli 1933 zum Inspekteur der Marine-SA berufen und nahm dieses Amt bis Oktober 1933 wahr. Am 25. Oktober 1933 stieg Boltz bei der SA zum SA-Oberführer auf. Boltz wurde am 7. Oktober 1933 als Nachfolger von Hans Nieland zum Polizeipräsidenten von Hamburg ernannt und bekleidete diese Funktion bis Ende Dezember 1936. Boltz wurde schließlich zum Marinereferent der SA-Gruppe Hansa ernannt und am 9. November 1937 zum SA-Brigadeführer befördert. Ab Ende 1936 war Boltz als Direktor der Hafendampfschiffahrts-AG (HADAG) tätig.
Nach seinem Tod wurde Boltz auf dem Friedhof Ohlsdorf beigesetzt und erhielt ein Senatsbegräbnis. Der ursprüngliche Grabstein (Säule mit steinernem Adler und entferntem Hakenkreuz) wurde etwa 2003 ausgetauscht.